# Jeremy Brett
Pour les articles homonymes, voir Brett.
Jeremy Brett est un acteur britannique né le 3 novembre 1933 à Berkswell Grange, Warwickshire, et mort le 12 septembre 1995 à Londres. Il est principalement connu pour avoir incarné le détective Sherlock Holmes dans une série produite par la chaîne Granada Television entre 1984 et 1994.

## Biographie

### Jeunesse et études
De son vrai nom Jeremy William Huggins, il naît au manoir de Berkswell Grange dans le Warwickshire (Angleterre) le 3 novembre 1933, de Henry William Huggins (1890–1965), lieutenant-colonel dans l'Armée britannique, et Elizabeth Edith Cadbury Butler (1903–1959). Il est le benjamin d'une fratrie de quatre garçons, après John, Patrick et Michael. 
Il fait ses études au collège d'Eton. Il avouera plus tard qu'il y est un « désastre scolaire », attribuant à la dyslexie ses difficultés d'apprentissage. Malgré tout, il excelle dans le chant et fait partie de la chorale du collège. Il suit par la suite des cours à l'École centrale d'art oratoire et dramatique (Central School of Speech and Drama) de Londres dont il sort diplômé en 1954.

### Théâtre et télévision
Jeremy Brett fait ses débuts sur scène la même année au Library Theatre de Manchester, avant de se produire à Londres en 1956 avec la troupe du Old Vic, puis à Brodway dans Richard II. Il interprète essentiellement des rôles classiques, dont de nombreuses pièces de Shakespeare avec l'Old Vic et plus tard au Royal National Theatre. Sa mère meurt dans un accident de voiture alors qu'il interprète Hamlet, rôle dans lequel il estimera bien plus tard « ne pas avoir été bon » car « trop jeune et trop intellectuel ».
Parallèlement, il apparaît dans de nombreuses pièces filmées à la télévision. Il joue les premiers rôles dans nombre de feuilletons classiques, comme d'Artagnan dans l'adaptation des Trois Mousquetaires en 1966 ou le capitaine Absolute dans The Rivals. En 1973, il interprète Bassanio dans une version télévisée du Marchand de Venise de Shakespeare, dans laquelle Laurence Olivier joue Shylock et Joan Plowright Portia. Les trois acteurs avaient auparavant joué les mêmes rôles dans une production du Royal National Theatre.

### Sherlock Holmes
Ayant incarné un grand nombre de rôles au cours de 40 ans de carrière — apparaissant notamment dans les années 1970 dans nombre de séries télévisées américaines comme Pour l'amour du risque, L'Incroyable Hulk, Galactica 1980 et La croisière s'amuse, Jeremy Brett devient internationalement célèbre en jouant Sherlock Holmes pendant une décennie (de 1984 à 1994) dans la série télévisée de Granada Television, adaptée des romans originaux d'Arthur Conan Doyle par John Hawkesworth et d'autres scénaristes, ainsi que sur scène en 1988 dans The Secret of Sherlock Holmes de Jeremy Paul au Wyndham's Theatre. Il est aujourd'hui considéré par de nombreux fans de Conan Doyle comme le « Sherlock Holmes définitif » de son époque, comme Basil Rathbone le fut pendant les années 1940. Ironiquement, c'est pourtant dans le rôle du Dr. Watson qu'il fait sa première incursion dans l'univers de Conan Doyle avec une adaptation scénique du Signe des quatre en 1980 : The Crucifer of Blood de Paul Giovanni

### Cinéma
Les apparitions de Jeremy Brett dans de longs métrages sont relativement peu nombreuses. Il interprète néanmoins Nicholai Rostov dans Guerre et paix de King Vidor (1956) et Freddie Eynsford-Hill dans le film musical My Fair Lady (1964) aux côtés d'Audrey Hepburn. Il est doublé dans ce dernier film pour le chant (par Bill Shirley), bien qu'il en soit capable comme il le démontrera à deux reprises : en 1959, dans la comédie musicale Marigold dans le West End de Londres et en 1968, en interprétant le comte Danilo dans l'opérette La Veuve joyeuse pour la télévision britannique.
Un bref moment[réf. nécessaire], Harry Saltzman et Albert R. Broccoli pensent à lui pour incarner James Bond dans Au service secret de Sa Majesté, après le départ de Sean Connery, mais le rôle est finalement confié à l'Australien George Lazenby. Une deuxième audition pour jouer 007 dans Vivre et laisser mourir est tout aussi infructueuse puisque c'est Roger Moore qui obtient alors ce rôle convoité.
Jeremy Brett meurt le 12 septembre 1995 d'une crise cardiaque, à l'âge de 61 ans, dans son appartement londonien.

### Vie privée
En 1958, Jeremy Brett épouse l'actrice Anna Massey (1937-2011), fille de l'acteur Raymond Massey (1896-1983). De cette union naît en 1959 un fils, David (Huggins), aujourd'hui caricaturiste, illustrateur et romancier à succès. Le couple divorce en 1962, Massey reprochant à son époux de l'avoir « abandonnée pour un homme »,.
La bisexualité de Jeremy Brett est documentée bien qu'il ne l'ait révélée qu'à  peu de personnes. On lui connaît notamment des relations avec les acteurs Gary Bond (en) (1940-1995), de 1969 à 1976, et Paul Shenar (1936-1989), à la fin des années 1970, tous deux morts prématurément du SIDA.
En 1976, Jeremy Brett se remarie avec l'Américaine Joan Sullivan Wilson, productrice pour PBS, qui meurt d'un cancer en 1985. 
Remarqué pour la précision de sa diction, il est pourtant né avec une difficulté d'élocution qui l'empêchait de prononcer correctement les « r ». Une chirurgie corrective pendant son adolescence, complétée par des années d'exercices quotidiens, lui ont donné une élocution parfaite,.
Jeremy Brett a également souffert de troubles bipolaires, et, vers la fin de sa vie, d'insuffisance cardiaque, causée notamment par une surcomsommation de cigarettes et un  rhumatisme articulaire aigu contracté à l'âge de 16 ans.

## Théâtre
- 1956-1957 : Richard II de Shakespeare, Winter Garden Theatre, Broadway  : le duc d'Aumerle
- 1956-1957 : Roméo et Juliette de Shakespeare, Winter Garden Theatre, Broadway : Pâris
- 1956-1957 : Macbeth de Shakespeare, Winter Garden Theatre, Broadway : Malcolm
- 1956-1957 : Troïlus et Cressida de Shakespeare, Winter Garden Theatre, Broadway : Troilus
- 1959 : Marigold, comédie musicale d'Alan Melville et Charles Zwar, Savoy Theatre puis Saville Theatre[14] : Archie Forsyth
- 1961 : Hamlet de Shakespeare, Oxford Playhouse/Royal Strand Theatre : Hamlet
- 1964 : The Deputy de Rolf Hochhuth, Brooks Atkinson Theatre, Broadway : père Riccardo Fontana
- 1967 : As You Like It de Shakespeare, Royal National Theatre : Orlando
- 1978-1979 : Dracula de Hamilton Deane et John L. Balderston, tournée aux États-Unis : le comte Dracula
- 1980 : The Crucifer of Blood de Paul Giovanni d'après Arthur Conan Doyle, Ahmanson Theatre : Dr. Watson
- 1985 : Aren't We All? de  Frederick Lonsdale, Brooks Atkinson Theatre, Broadway : William Tatham
- 1988 : The Secret of Sherlock Holmes de Jeremy Paul d'après Arthur Conan Doyle, Wyndham's Theatre : Sherlock Holmes

## Filmographie

### Cinéma
- 1954 : Svengali de Noel Langley : Pierre
- 1956 : Guerre et paix (War and Peace) de King Vidor : Nicholai Rostov
- 1962 : The Wild and the Willing de Ralph Thomas : Gilby
- 1963 : L'Étrange Mort de Miss Gray (Girl in the Headlines) de Michael Truman (en) : Jordan Barker
- 1963 : La Mort d'un sadique (The Very Edge) de Cyril Frankel : Mullen
- 1964 : Act of Reprisal (en) d'Erricos Andreou (en) et Robert Tronson (en) : l'officier britannique
- 1964 : My Fair Lady de George Cukor : Freddy Eynsford-Hill
- 1971 : Nicolas et Alexandra de Franklin Schaffner (non crédité)
- 1978 : La Grande Menace (The Medusa Touch) de Jack Gold : Edward Parrish
- 1982 : The Secret of Seagull Island de Nestore Ungaro[15] : David Malcolm
- 1995 : Mad Dogs and Englishmen de Henry Cole (en) : Tony Vernon-Smith
- 1996 : Moll Flanders, ou les mémoires d'une courtisane (Moll Flanders) de Pen Densham : le père de l'artiste

### Télévision

#### Téléfilms
- 1954 : BBC Sunday-Night Theatre : Mrs. Dot de W. Somerset Maugham : Freddie Perkins
- 1957 : Producers' Showcase : Roméo et Juliette, réalisation  Clark Jones: Pâris
- 1957 : Theatre Night : Meet Me by Moonlight, réalisation Terence Dudley : Roderick
- 1958 : BBC Sunday-Night Theatre : Eden End de J. B. Priestley : Wilfred Kirby
- 1958 : ITV Play of the Week : Myself When Young de John Llewellyn Moxey : Paul Chase
- 1960 : Macbeth, réalisation George Schaefer : Malcolm
- 1960 : Saturday Playhouse : The Guinea Pig, réalisation Terence Dudley : Nigel Lorraine
- 1960 : ITV Play of the Week : Tess de Michael Currer-Briggs : Angel Clare
- 1961 : BBC Sunday-Night Play : A Kind of Strength de N. J. Crisp : Julian Bennett
- 1961 : Armchair Theatre : Le Portrait de Dorian Gray d'Oscar Wilde, réalisation Charles Jarrott : Dorian Gray
- 1962 : Dinner with the Family de Naomi Capon : Jacques
- 1962 : The Ghost Sonata de Stuart Burge : l'étudiant
- 1962 : ITV Play of the Week/Thirty Minute Theatre : The Typewriter de Jean Cocteau
- 1963 : ITV Play of the Week : Three Roads to Rome de Ronald Marriott : Tonino
- 1964 : Armchair Theatre : Something to Declare de William Marchant, réalisation Toby Robertson : Plinio Ceccho
- 1966 : Mystery and Imagination : The Lost Stradivarius : John Maltravers
- 1966 : Theatre 625 : The Queen and the Welshman, réalisation Basil Coleman : Villiers
- 1966 : Chopin and George Sand - The Creative Years de Hal Burton : Frédéric Chopin
- 1967 : Quite an Ordinary Knife : Gino
- 1967 : Theatre 625 : The Magicians: The Incantation of Casanova, réalisation Herbert Wise : Giacomo Casanova
- 1967 : Armchair Theatre : Quite an Ordinary Knife de Jordan Lawrence, Alan Cooke : Sergio Rovino
- 1968 : Kenilworth de Tristan de Vere Cole : Edmund Tressilian
- 1968 : The Merry Widow de Franz Lehár, réalisation John Gorrie : Danilo
- 1969 : BBC Play of the Month : An Ideal Husband d'Oscar Wilde, réalisation Rudolph Cartier : le vicomte Goring
- 1970 : Solo: Lord Byron : Lord Byron
- 1970 : BBC Play of the Month : The Rivals de Richard B. Sheridan, réalisation Basil Coleman : Jack Absolute
- 1973 : The Merchant of Venice, réalisation John Sichel : Bassanio
- 1974 : Haunted: The Ferryman de John Irvin : Sheridan Owen
- 1975 : The Prodigal Daughter d'Alastair Reid : le père Daley
- 1975 : BBC Play of the Month : The School for Scandal de Richard B. Sheridan, réalisation Stuart Burge : Joseph Surface
- 1975 : BBC Play of the Month : Love's Labour's Lost de Shakespeare, réalisation Basil Coleman : Berowne
- 1976 : BBC Play of the Month : Le Portrait de Dorian Gray d'Oscar Wilde, réalisation John Gorrie : Basil Hallward
- 1981 : Madame X de Robert Ellis Miller : Dr Terrence Keith
- 1981 : The Good Soldier de Kevin Billington : Edward Ashburnham
- 1981 : Macbeth, réalisation Arthur Allan Seidelman : Macbeth
- 1982 : The Barretts of Wimpole Street de Michael Darlow : Robert Browning
- 1982 : The Last Visitor de Rodney Bennett : Vincent Tumulty
- 1982 : BBC Play of the Month : On Approval, réalisation David Giles : George, duc de Bristol
- 1984 : Morte d'Arthur de Gillian Lynne : le roi Arthur
- 1985 : Florence Nightingale de Daryl Duke : William Nightingale
- 1987 : Le Signe des quatre de Peter Hammond : Sherlock Holmes
- 1988 : Le Chien des Baskerville (The Hound of the Baskervilles) de Brian Mills : Sherlock Holmes
- 1992 : Le Maître Chanteur d'Appledore (The Master Blackmailer) de Peter Hammond : Sherlock Holmes
- 1993 : Le Vampire de Lamberley (The Last Vampyre) de Tim Sullivan : Sherlock Holmes
- 1993 : Le Mystère de Glavon Manor (The Eligible Bachelor) de Peter Hammond : Sherlock Holmes

#### Séries télévisées
- 1961 : La Belle et la Bête de Kevin Sheldon : le Prince
- 1962 : The Bacchae de Ronald Eyre : Dionysus
- 1965 : Knock on Any Door, épisode Close Season (1.5) : David
- 1966 : The Three Musketeers de Peter Hammond : d'Artagnan
- 1966 : Alias le Baron, épisode The Seven Eyes of Night (1.21) : Jeff Walker
- 1968 : Les Champions, épisode La Traversée du désert (1.25) : le Bey
- 1968 : For Amusement Only, épisode Time for the Funny Walk (1.5) de Stuart Burge : Henry
- 1973 : A Picture of Katherine Mansfield d'Alan Cooke : John Middleton Murry
- 1973 : Poigne de fer et séduction, épisode … With a Little Help from My Friends (1.21) de Jeremy Summers : Kahan
- 1973 : Country Matters, épisode An Aspidistra in Babylon (1.5) de Richard Everitt : le capitaine Blaine
- 1974 : Jennie: Lady Randolph Churchill de James Cellan Jones : le comte Karel Kinsky
- 1974 : Angoisses, épisode One Deadly Owner de Ian Fordyce : Peter Tower
- 1974 : Affairs of the Heart, épisode Grace (1.3) de Michael Lindsay-Hogg  : le capitaine  Yule
- 1975 : A Legacy de Derek Martinus : Eduard Merz
- 1975 : Ten from the Twenties, épisode Motherlove (1.3) de Mark Cullingham  : Willie Edwardes
- 1976 : Piccadilly Circus : présentateur
- 1976 : Jackanory : le narrateur
- 1977 : Supernatural, épisode Mr. Nightingale d'Alan Cooke : Mr. Nightingale
- 1977 : Young Dan'l Boone, épisode The Trail Blazer (1.5) : Langford
- 1978 : L'Incroyable Hulk, épisode Of Guilt, Models and Murder : James Joslin
- 1979 : Rebecca de Simon Langton : Maxime de Winter
- 1979 : Pour l'amour du risque, épisode Une voiture faramineuse (1.5) : Mason Parks
- 1980 : Galactica 1980, épisode Spaceball (1.6) : Commander Xaviar / Lieutenant Nash
- 1981 : Les tigres sont lâchés de Nestore Ungaro : David Malcolm
- 1983 : Number 10 (en), épisode Bloodline (1.7) : William Pitt le Jeune
- 1984 : La croisière s'amuse, épisode Ace's Valet/Mother Comes First/Hit or Miss America (7.21) :  Ernest Finley
- 1984-1985 : Les Aventures de Sherlock Holmes (The Adventures of Sherlock Holmes) (série télévisée) : Sherlock Holmes
- 1985 : Prête-moi ta vie (Deceptions) de Robert Chenault et Melville Shavelson : Bryan Foxworth
- 1986-1988 : Le Retour de Sherlock Holmes (The Return of Sherlock Holmes) (série télévisée) : Sherlock Holmes
- 1991-1993 : Les Archives de Sherlock Holmes (The Case-Book of Sherlock Holmes) (série télévisée) : Sherlock Holmes
- 1994 : Les Mémoires de Sherlock Holmes (The Memoirs of Sherlock Holmes) (série télévisée) : Sherlock Holmes

## Hommages
- En 2011, dans son album Human Encounter, Salim Ghazi Saeedi a dédié à Jeremy Brett le morceau intitulé For Jeremy, Embodying the Mastermind (« À Jeremy, incarnant le cerveau »)[16].